# George Stimpson
 (mai 2014).
George Stimpson (1896-1952) est un essayiste américain.

## Biographie
Il aida à la publication d'un livre d'Eustace Mullins, Les Secrets de la Réserve fédérale. Selon le New York Times, il était une « Bibliothèque du Congrès ambulante », « que les journalistes et les congressistes consultaient au sujet de n'importe quoi ».

## Publications
- A Book About a Thousand Things
- Why Do Some Shoes Squeak and 568 Other Popular Questions Answered
- A Book About the Bible
- A Book About American history
- Information Roundup
- Nuggets of Knowledge
- A Book About American Politics